# Coaster
En coaster (mindre kendt kystfartøj eller kystskib) er et mindre fragtskib som sejler i kystfart (deraf navnet coaster).
Tidligere var det mindre fragtskibe som traditionelt sejlede i Nord– og Østersøfart, men fra 1970'erne og en årrække frem voksede den danske coasterflåde eksplosivt i forbindelse med de gunstige skattevilkår, som var i forbindelse med køb af skibsanparter[kilde mangler]. Ejerne fik betegnelsen ”trussereder”, et udtryk som blev brugt, fordi ejeren af lingerifirmaet Asani var en af de første som købte skibsanparter. Coasterne kom nu i fart på alle have rundt om i verden og begrebet coaster bliver nu brugt om mindre skibe, uanset hvor de sejler.
Coastere under dansk flag  er ved at forsvinde. De mindre enheder under 700 tons lastevne er stort set væk. Større coastere er ligeledes ved at forsvinde ud af dansk register. 